# Caesars invasies van Britannia
In de loop van zijn Gallische Oorlog viel Julius Caesar het eiland Britannia tweemaal binnen: in 55 en in 54 voor Christus. De eerste invasie, laat in de zomer, was onsuccesvol, want de Romeinen konden niet veel verder geraken dan een verdedigde plek bij de kust van Kent. De tweede invasie bereikte meer: de Romeinen zetten een koning op de troon, Mandubracius, die Rome goedgezind was, en ze dwongen Mandubracius' rivaal, Cassivellaunus, tot overgave. Er werd echter geen veroverd gebied ingelijfd bij het Romeinse rijk; in plaats daarvan ging al het veroverde gebied over naar de geallieerde Trinovantes, samen met de beloofde schatting van de andere stammen in wat nu Oost-Engeland is.

## Britannia voor Caesar
Britannia stond in de klassieke wereld bekend als een bron van tin. De kustlijn werd verkend door de Griekse aardrijkskundige Pytheas in de vierde eeuw voor Christus, en het is mogelijk dat ze zelfs nog eerder verkend werd, in de vijfde eeuw voor Christus, door de Carthaagse zeiler Himilco. Maar voor vele Romeinen was het eiland achter de oceaan, die doorging als het einde van de "bekende wereld", nog steeds een land van grote mysteries. Sommige Romeinse schrijvers hielden zelfs vol dat het niet bestond, en deden de verslagen over Pytheas' reis af als bedrog.
Britannia had in de tijd van Julius Caesar een bevolking van tussen de een en vier miljoen mensen. Archeologisch onderzoek toont aan dat de economie verdeeld was over een laagland- en een hooglandgebied. In het zuidoostelijke laagland maakten grote gebieden met vruchtbare grond het mogelijk om ze te bewerken, en er ontwikkelde zich een verbinding langs de wegen, zoals de Icknield Way, de Pilgrims' Way en de Jurassic Way, en langs bevaarbare rivieren zoals de Theems. In het hoogland, ten noorden van de lijn tussen Gloucester en Lincoln, was bebouwbare grond slechts beschikbaar in uitzonderlijke gevallen, daarom was het herder zijn, net zoals tuinbouw, meer gebruikelijk. Ook de communicatie was moeilijker. Nederzettingen werden normaal gezien gebouwd op hogere grond en versterkt, maar in het zuidoosten begonnen er ook oppida gebouwd te worden op lagere grond, dikwijls bij een oversteekplaats van een rivier, wat suggereert dat handel belangrijk was geworden. Commercieel contact tussen Britannia en het continent had toegenomen sinds de Romeinse veroveringen van Gallia Transalpina in 124 voor Christus, en er werd Italiaanse wijn geïmporteerd via Armorica naar Hengistbury Head in Dorset.
Caesars verslagen over Britannia vermelden dat de Belgae uit Noordoost-Gallië vroeger plunderingen hadden gedaan in Britannia, waarbij ze nederzettingen oprichtten in de gebieden aan de kust, en dat nog maar kort geleden Diviciacus, de koning van de  Britannia als in Gallia macht had uitgeoefend. Britse munten van deze tijd tonen ook de Gallische invloed. De vroegste Gallisch-Belgische munten die gevonden zijn dateren van voor 100 voor Christus, misschien wel van 150 voor Christus, en waren geslagen in Gallië, maar verspreid in Kent. Latere munten van een gelijkaardig type werden geslagen in Britannia en zijn gevonden overal langs de kust. Het lijkt erop dat de Belgische macht zich vooral concentreerde op de zuidoostelijke kust, hoewel hun invloed ook verder naar het westen en naar het binnenlands reikte, misschien doordat sommige stamhoofden politieke controle kregen over de inheemse bevolking.

## De eerste invasie (55 v.Chr.)

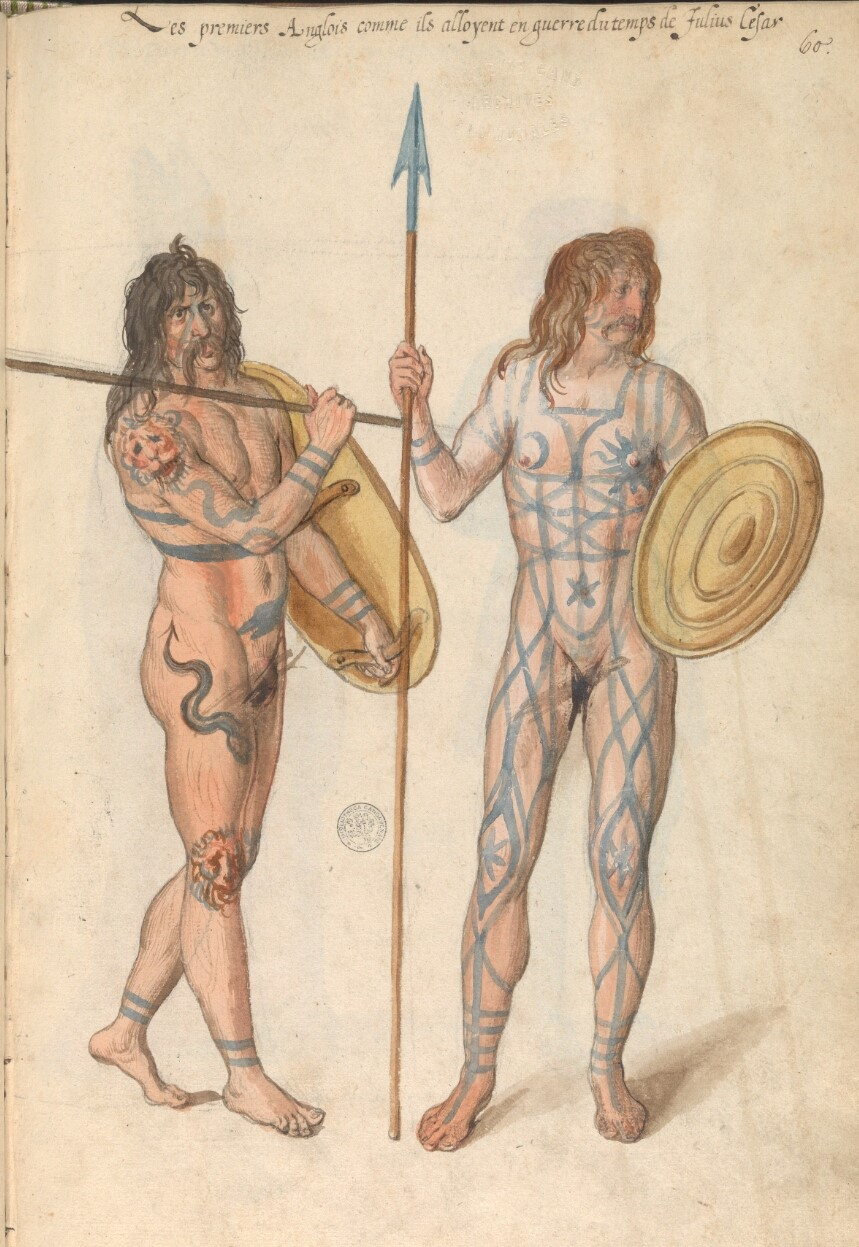
Zestiende-eeuwse perceptie van de eerste "Engelsen" ten tijde van de oorlog met Julius Caesar, geïllustreerd in het kostuumboek "Théâtre de tous les peuples et nations de la terre avec leurs habits et ornemens divers, tant anciens que modernes, diligemment depeints au naturel". Gemaakt door Lucas d'Heere in de 2e helft van de 16e eeuw. Bewaard in de Universiteitsbibliotheek Gent.

### Planning en verkenning
Caesar zei dat in de loop van zijn verovering van Gallië de Britten de veldtochten van de Galliërs op het platteland tegen hem gesteund hadden, toen er vluchtelingen uit Belgica vluchtten naar de Belgische vestingen in Britannia, en toen de Veneti uit Armorica, die de handelsroutes naar het eiland controleerden, de hulp van hun Britse bondgenoten inriepen tegen Caesar in 56 voor Christus. Strabo zegt dat de Venetische opstand van 56 v.Chr. begonnen was om ervoor te zorgen dat Caesar niet naar Britannia kon reizen en zo hun commerciële activiteiten niet zou kunnen verstoren, waardoor hij dus suggereert dat de mogelijkheid van een invasie van Britannia op dat moment al was overwogen.

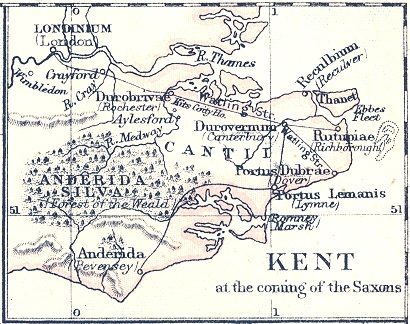
Oude kaart van Kent

Laat in de zomer van 55 voor Christus, ook al was het al laat in het veldtochtenseizoen, besloot Caesar om een expeditie naar Britannia te ondernemen. Hij ondervroeg handelaars die handel dreven met het eiland, maar deze konden of wilden hem geen nuttige informatie geven over de inwoners en hun militaire tactieken, of over de havens die hij zou kunnen gebruiken, waarschijnlijk omdat ze niet hun monopolie over de handel over het Kanaal wilden verliezen. Hij zond een tribuun, Gaius Volusenus, om de kust te verkennen in slechts een oorlogsschip. Hij verkende waarschijnlijk de kust van Kent tussen Hythe en Sandwich, maar hij kon niet aanmeren, omdat hij "niet durfde om het schip te verlaten en zichzelf toe te vertrouwen aan de barbaren", en na vijf dagen keerde hij terug naar Caesar om hem in te lichten over wat hij had gezien.
Tegen dat moment waren ambassadeurs van sommige Britse staten, gewaarschuwd door handelaars voor de op handen zijnde invasie, aangekomen bij Caesar en hadden hun onderwerping beloofd. Caesar zond hen terug, samen met zijn bondgenoot Commius, de koning van de Gallische Atrebates, om zijn invloed te gebruiken om zoveel mogelijk andere staten voor zich te winnen.
Hij stelde een vloot samen bestaande uit tachtig troepentransportschepen, genoeg om twee legioenen (Legio VII en Legio X) te vervoeren, en een onbekend aantal oorlogsschepen onder leiding van een quaestor, in een onbekende haven in het gebied van de Morini, maar het was zo goed als zeker Portus Itius (Saint-Omer). Nog achttien transsportschepen voor de cavalerie moesten naar Britannia zeilen vanuit een andere haven, waarschijnlijk vanuit Ambleteuse. Het is mogelijk dat deze schepen triremen of biremen waren, of misschien waren het schepen die gebaseerd waren op de Venetische schepen, die Caesar al eerder had gezien, of het kunnen misschien ook wel in beslag genomen schepen van de Veneti of andere stammen aan de kust geweest zijn. Caesar, die duidelijk gehaast was, liet een garnizoen achter in de haven en voer uit "op de derde wacht" – na middernacht – op de drieëntwintigste augustus. Hij voer samen met zijn legioenen en liet zijn cavalerie achter, omdat ze zelf naar hun transportschepen moesten gaan en zich zo snel mogelijk weer bij hem aansluiten. Gezien de latere gebeurtenissen was dit ofwel een tactische fout of (samen met het feit dat de legioenen kwamen zonder belegeringswerktuigen) duidt dit enkel op het feit dat Caesar het eiland niet wilde veroveren.

### Landing

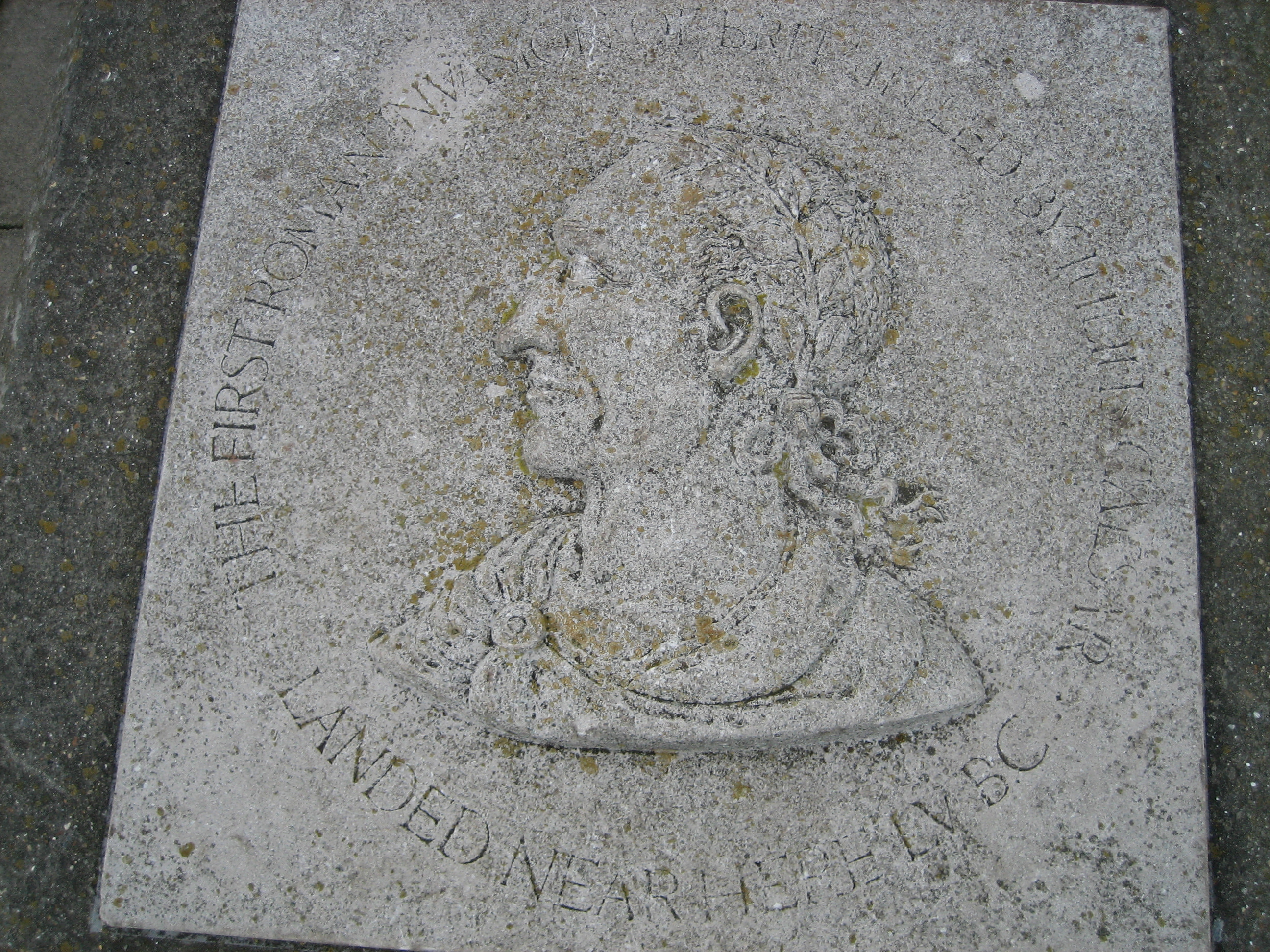
Een herdenkingsteken voor de invasie bij Deal.

Caesar probeerde eerst te landen bij Dubris (Dover), waarvan de natuurlijke haven waarschijnlijk door Volusenus was aangeduid als een goede plaats om aan land te gaan. Toen ze de kust in zicht kregen, zagen ze de massa Britten die zich verzameld had op de heuvels en de kliffen, wat Caesar afraadde om daar aan land te gaan, omdat de kliffen zo dicht bij de kust waren dat de speren die geworpen zouden worden hen zouden kunnen raken. Na daar voor anker gelegen te hebben "tot het negende uur" (ongeveer 15:00 u.) om te wachten op de bevoorradingsschepen van de tweede haven en ondertussen een vergadering te houden, beval Caesar zijn ondergeschikten om op eigen initiatief te handelen en voer met de vloot ongeveer 11 km verder langs de kust naar een open strand. De eerste kust na Dover is bij Walmer, waar een gedenkteken geplaatst is.
Recent onderzoek door de Universiteit van Leicester toont dat de mogelijke kust om te landen bij Pegwell Bay is, op het Isle of Thanet, in Kent, waar er artefacten van enorme aardewerken die uit deze periode stammen gevonden zijn, hoewel dit gebied niet de makkelijkste landingsplaats geweest zou zijn na Dover. Als Caesar een even grote vloot bij zich had zoals gesuggereerd is, dan is het mogelijk dat het aanmeren van de schepen zich zou uitstrekken over een aantal kilometer.
Omdat hij gevolgd werd langs de hele kust door de Britse cavalerie en strijdwagens, kon Caesar de landing niet beginnen. Om het allemaal nog erger te maken lagen de Romeinse schepen te diep in het water om dichter bij de kust te komen en de troepen moesten dus aan land gaan in diep water, terwijl ze de hele tijd zouden aangevallen worden door de vijanden vanuit het ondiepe. De troepen wilden niet aan land gaan, maar volgens Caesars verslag werden ze geleid door een aquilifer (de drager van de Romeinse Aquila, zijn naam wordt niet vermeld door Caesar) van het Tiende legioen. Hij zou als eerste in het water gesprongen zijn, terwijl hij riep:
"Spring van boord, medesoldaten, als jullie de adelaar niet aan de soldaten willen uitleveren; ik, voor mijn part, zal zeker mijn plicht voor de Republiek en mijn generaal nakomen."
De Britten werden uiteindelijk teruggedreven met catapultae en slingerstenen afgevuurd vanuit de oorlogsschepen in hun onbeschermde flank en de Romeinen konden aan land gaan en hen op de vlucht drijven. De cavalerie was echter nog altijd niet aangekomen doordat ze opgehouden waren door een slechte wind; daardoor konden de Britten niet achtervolgd worden en afgemaakt worden, en Caesar kon niet genieten van wat hij zelf noemt, in zijn eigen, zelfophemelende stijl, zijn "gebruikelijk succes".

### Sterke positie
De Romeinen zetten een kamp op, ontvingen ambassadeurs en lieten Commius, die gearresteerd was zodra hij was aangekomen in Britannia, terugkeren naar de Britten. Caesar zei dat hij onderhandelde met de Britse leiders vanuit een sterke positie. Hij gaf de gewone bevolking echter de schuld voor de aanvallen op hem. Hij gaf hen vier dagen om hem gijzelaars te geven. Sommigen gaven hem onmiddellijk de gijzelaars, anderen zo snel mogelijk als maar kon. Ook moesten ze hun leger ontbinden. Nadat zijn cavalerie echter in zicht gekomen was, werden ze verrast door een storm, waardoor de cavalerie gedwongen waren terug te keren naar Gallië. Ook had hij bijna met een voedseltekort te kampen en was Caesar niet gewend aan de Britse getijden. Zijn aangemeerde oorlogsschepen werden gevuld met water en zijn transportschepen, die voor anker lagen voor de kust, werden tegen elkaar gegooid. Enkele schepen waren volledig vernietigd en vele anderen waren niet meer zeewaardig doordat de tuigage of andere belangrijke elementen kapot waren, wat de terugreis bedreigde.
Omdat ze hoopten om Caesar in Britannia te houden in de winter en hem daardoor zo uit te hongeren dat hij zich wel moest overgeven, hernieuwden de Britten de aanvallen door een van de legioenen, terwijl het voedsel aan het verzamelen was bij het Romeinse kamp, aan te vallen. Ze werden echter ontzet door de rest van het Romeinse leger en de Britten werden opnieuw teruggedreven, maar enkel om zich opnieuw te hergroeperen na enkele dagen van stormen met een groter leger om het Romeinse kamp aan te vallen. Deze aanval werd echter opnieuw volledig teruggedreven in een bloedige vlucht, want de Romeinen konden nu wel geïmproviseerde cavalerie gebruiken, waarvoor Commius had gezorgd door pro-Romeinse Britten op te roepen.

### Afloop
De Britten zonden opnieuw ambassadeurs, maar Caesar, hoewel hij zijn aantal gijzelaars verdubbeld zou zien worden, realiseerde zich dat hij het niet langer kon uithouden en hij wilde ook niet een stormachtige winteroversteek riskeren. Caesar was vertrokken laat in het veldtochtseizoen en de winter kwam eraan, en hij zei dat de gijzelaars aan hem moesten afgeleverd worden in Gallië, waarnaar hij terugkeerde met zoveel schepen als konden hersteld worden met de overblijfselen van de scheepswrakken. Zelfs toen voelden slechts twee stammen zich voldoende bedreigd door Caesar om gijzelaars te sturen, en twee van zijn transportschepen werden gescheiden van de rest en moesten ergens anders aan land gaan.

### Succes en motivatie
Als de invasie bedoeld was om een grote veroveringsoorlog te worden, had ze gefaald, en als het bedoeld was als een machtsvertoning om verdere hulp van de Britten aan Gallië, had het tekortgeschoten. Niettemin bracht het gaan naar Britannia, achter de "bekende wereld", zo'n roem voor een Romein mee dat de Senaat een supplicatio (dankzegging) van twintig dagen afkondigden toen ze Caesars verslag ontvingen. Er wordt ook gesuggereerd dat de invasie zorgde voor allianties met Britse koningen in het gebied, wat de latere invasie van 43 n.Chr. gemakkelijker gemaakt zou hebben.
Caesars dekmantel voor de invasie was dat "in bijna alle oorlogen met de Galliërs hulp was gegeven aan onze vijanden vanuit dat land". Dit is aannemelijk, hoewel het ook een dekmantel kan geweest zijn om de minerale bronnen van Britannia en het economisch potentieel te onderzoeken: later verwees Cicero naar de teleurstellende ontdekking dat er noch goud, noch zilver aanwezig was op het eiland; en Suetonius zegt dat Caesar naar Britannia gegaan zou zijn om parels te zoeken. Caesar wijdde later een thorax versierd met Britse parels aan Venus Genetrix, zijn zogenoemde voorouder, in de tempel die hij later voor haar bouwde en later werden er oesters geëxporteerd vanuit Britannia naar Rome.

## De tweede invasie (54 v.Chr.)

### Voorbereiding
In de winter van 55-54 v.Chr. werd er een tweede invasie gepland die zou plaatsvinden in de zomer van 54 voor Christus. Cicero schreef brieven naar zijn vriend Gaius Trebatius Testa en zijn eigen broer Quintus, die beide in Caesars leger dienden, om zijn opwinding voor de aanstaande operatie uit te drukken. Hij vroeg Trebatius om voor hem een strijdwagen buit te maken, en hij vroeg Quintus om hem een beschrijving van het eiland te sturen. Trebatius ging uiteindelijk niet naar Britannia, maar Quintus wel, en hij schreef hem verschillende brieven – net zoals Caesar.
Vastbesloten om niet dezelfde fouten te maken als in het vorige jaar, stelde Caesar een groter leger samen dan dat van de vorige expeditie; hij verzamelde vijf legioenen plus 2.000 cavalerie, vervoerd in schepen die hij ontworpen had, met ervaring met de Venetische scheepsbouwtechnologie, om beter geschikt te zijn voor een landing dan die van 55 v.Chr., die breder waren en dieper in het water lagen. Dit keer noemt hij Portus Itius als het vertrekpunt.

### Oversteek en landing
Labienus werd achtergelaten bij Portus Itius om de voedseltransporten te kunnen controleren die naar Britannia zouden gaan. De militaire schepen werden gesteund door een kleine vloot van handelsschepen van de Romeinen en anderen van over het rijk, en ook lokale Galliërs, omdat ze hoopten om winst te kunnen halen uit de handelsmogelijkheden. Het lijkt waarschijnlijk dat het aantal dat Caesar geeft voor de vloot (800 schepen) deze handelaars ook meetelt, eerder dan enkel de troepentransporten alleen.
Caesar landde op de plaats waarvan hij het jaar daarvoor had gedacht dat het de beste landingsplaats was. De Britten deden niets om de landing te voorkomen, blijkbaar, zoals Caesar zegt, omdat ze geïntimideerd waren door de grootte van de vloot, maar dit kan evengoed een strategische overweging geweest zijn om zichzelf de tijd te geven om hun legers te verzamelen, of dit kan hun gebrek aan bezorgdheid aantonen.

### Veldtocht in Kent
Bij de landing liet Caesar Quintus Atrius achter als bevelhebber van de kust en liet zijn soldaten onmiddellijk 's nachts een mars van 20 km naar het binnenland uitvoeren, waar hij de Britse legers zag bij een oversteekplaats van een rivier, waarschijnlijk ergens op de Stour. De Britten vielen aan maar werden teruggedreven. Ze probeerden zich te hergroeperen bij een versterkte plaats in de bossen, waarschijnlijk het heuvelfort bij Bigbury Wood, ze werden echter opnieuw verslagen en op de vlucht gedreven. Omdat het al laat op de dag was en Caesar niet wist welk gebied hij kon verwachten, blies hij de achtervolging af en zette een kamp op.
De volgende morgen echter, toen hij zich klaarmaakte om verder te marcheren, ontving Caesar van Atrius het bericht dat zijn schepen die voor anker lagen opnieuw tegen elkaar hadden geslagen tijdens een storm en opnieuw grote schade hadden opgelopen. Hij zei dat er ongeveer veertig verloren waren gegaan. De Romeinen waren niet gewend aan getijden en stormen van de Atlantische Oceaan en Het Kanaal, maar de schade van het jaar daarvoor in beschouwing genomen, was dit slechte planning van Caesar. Caesar kan echter overdreven hebben over het aantal vernielde schepen om zijn eigen prestatie om de situatie te redden meer glans te geven. Hij keerde terug naar de kust nadat hij de legioenen die hij voorop had gestuurd teruggeroepen had, en hij begon onmiddellijk met het herstellen van zijn vloot. Zijn mannen werkten dag en nacht gedurende ongeveer tien dagen om de schepen aan land te krijgen, te repareren en om een versterkt kamp rond de schepen te bouwen. Hij zond een bericht naar Labienus dat hij nog meer schepen moest sturen.
Caesar was op 1 september op de kust toen hij een brief naar Cicero schreef. Op dit moment moet hem het nieuws bereikt hebben over de dood van zijn dochter Julia, want Cicero antwoordde niet "als teken van rouw".

### Mars naar het binnenland
Caesar keerde daarna terug naar de oversteekplaats bij de Stour en zag dat de Britten hier hun troepen verzameld hadden. Cassivellaunus, een stamhoofd van een stam ten noorden van de Theems, was daarvoor in oorlog geweest met het grootste deel van de Britse stammen. Hij had kort daarvoor de koning van de machtige Trinovantes van de troon gestoten en zijn zoon, Mandubracius, gedwongen om in ballingschap te gaan, maar nu hadden de Britten hem aangeduid als leider van hun geallieerde legers. Na verschillende schermutselingen, waarin een Romeins tribuun, Quintus Laberius Durus, sneuvelde, vielen de Britten een foeragerende groep van drie legioenen onder Gaius Trebonius aan, maar ze werden teruggedreven en op de vlucht gedreven door de Romeinse cavalerie, die hen daarna nog achtervolgde.
Cassivellaunus realiseerde zich dat hij Caesar niet kon verslaan in een veldslag. Hij ontbond het grootste deel van zijn oorlog en hij begon guerillatactieken toe te passen waarbij hij steunde op de wendbaarheid van zijn 4.000 strijdwagens en zijn superieure kennis van het terrein, om de Romeinen af te remmen. Toen Caesar de Theems bereikt had, was de enige doorwaadbare plaats versterkt met scherpe stokken, zowel op de oever als onder water, en de verste oever werd verdedigd. Bronnen uit de tweede eeuw na Christus zeggen dat Caesar een grote krijgsolifant die bewapend was met een harnas en boogschutters en slingeraars in zijn toren droeg gebruikte om de verdedigers op de vlucht te drijven. Toen dit onbekende wezen de rivier bereikte, vluchtten de Britten en hun paarden en het Romeinse leger kon de rivier oversteken en gingen Cassivellaunus' grondgebied binnen.
De Trinovantes, van wie Caesar schreef dat ze de machtigste stam van de regio waren, en die kort daarvoor verslagen waren door Cassivellaunus, zonden ambassadeurs om hem te beloven om hem te helpen en hem voorraden te sturen. Mandubracius, die Caesar had vergezeld, werd opnieuw hun koning, en de Trinovantes zorgden voor graan en gijzelaars. De Cenimagni, Segontiaci, Ancalites, Bibroci en de Cassi gaven zich over aan Caesar, en verklapten hem de locatie van Cassivellaunus' fort, mogelijk het heuvelfort bij Wheathampstead, waar hij naartoe ging en begon te belegeren.
Cassivellaunus stuurde naar zijn bondgenoten in Kent, Cingetorix, Carvilius, Taximagulus en Segovax, beschreven als de "vier koningen van Cantium", om een afleidingsmanoeuvre uit te voeren op het fort op bij de haven om Caesar weg te lokken, maar deze aanval mislukte, en Cassivellaunus zond ambassadeurs naar Caesar om te onderhandelen over een overgave. Caesar wilde graag naar Gallië terugkeren door de groeiende onrust daar, en er werd dankzij Commius tot een overeenkomst gekomen. Cassivellaunus gaf gijzelaars aan Caesar, stemde toe om een jaarlijkse betaling te geven, en zou geen oorlog beginnen tegen Mandubracius of de Trinovantes. Caesar schreef naar Cicero op 26 september om het resultaat van zijn veldtocht aan hem te melden, dat hij wel gijzelaars maar geen buit had gemaakt, en dat zijn leger zou terugkeren naar Gallië. Daarna vertrok hij, zonder een enkele Romeinse soldaat in Britannia te laten om zijn forten te verdedigen. Het is niet bekend of de betalingen ooit betaald zijn geweest.

## Nasleep
Commius, Caesars Atrebatische bondgenoot, sloot zich later aan bij Vercingetorix. Na een aantal onsuccesvolle gevechten tegen Caesars leger vluchtte hij naar Britannia. Sextus Julius Frontinus beschrijft in zijn Strategemata hoe Commius en zijn volgelingen, met Caesar die hen achtervolgde, aan boord gingen van hun schepen. Hoewel de schepen nog op de kust lagen, beval Commius om de zeilen te hijsen. Caesar, die nog een afstandje van hen verwijderd was, dacht dat de schepen al vertrokken waren en blies de achtervolging af. Archeoloog John Creighton gelooft dat deze anekdote een legende was, en dat Commius naar Britannia werd gezonden als onderdeel van zijn vredesverdrag met Marcus Antonius. Commius stichtte een dynastie dicht bij Hampshire, die bekend is geworden door munten van het Gallo-Belgische type. Verica, de koning wiens ballingschap Claudius' verovering van Britannia van 43 n.Chr. veroorzaakte, zei dat hij een zoon van Commius was.

## Afloop
Caesar deed geen veroveringen in Britannia, maar door Mandubracius op de troon te zetten begon hij het systeem van cliëntenstaten daar, waardoor hij het eiland onder Romeinse invloed bracht. Diplomatische en handelscontacten ontwikkelden zich verder in de volgende eeuw, wat de mogelijkheid van een verovering bracht, die uiteindelijk begon door Claudius in 43 na Christus. In de woorden van Tacitus:
Het was eigenlijk de goddelijke Julius die als eerste van alle Romeinen Britannia binnenkwam met een leger: hij imponeerde de inwoners door een succesvolle slag en maakte zichzelf meester van de kust; maar het mag gezegd worden dat hij Britannia voor Rome eerder ontdekte, dan naliet.
Lucanus' Pharsalia (II,572) bespotten Caesar door te zeggen dat hij
...wegrende in angst voor de Britten naar wie hij zelf gekomen was om hen aan te vallen!